# Urszula Radwańska (onkolog)
Urszula Radwańska (ur. 7 maja 1925 w Pelplinie, zm. 28 sierpnia 2018 w Poznaniu) – polska onkolog i hematolog, współtwórczyni polskiego systemu opieki nad dziećmi z nowotworami, twórczyni własnej szkoły hematologii i onkologii dziecięcej. 

## Życiorys
Była córką Ludwika, (weterynarza) i Marii z Połomskich. W 1939 Niemcy wysiedlili jej rodzinę z Pomorza do Generalnej Guberni, gdzie uczestniczyła w ruchu oporu. Studiowała na Wydziale Lekarskim Akademii Medycznej w Poznaniu i uzyskała dyplom w 1951. W 1952 podjęła zatrudnienie w Klinice Dziecięcej w Poznaniu, którą stworzył i początkowo prowadził profesor Karol Jonscher. Interesowała się schorzeniami układu krwiotwórczego u dzieci. Doktorem medycyny stała się w 1959 (praca Badania gospodarki żelazowej u dzieci). Habilitowała się w 1967 (praca Badania erytropoezy u dzieci). W 1978 otrzymała tytuł profesora nauk medycznych i została kierownikiem I Kliniki Chorób Dzieci Instytutu Pediatrii AM w Poznaniu. W tym samym roku była współinicjatorką powstania Polskiej Grupy Pediatrycznej ds. Leczenia Białaczek i Chłoniaków. W 1989 dzięki jej działaniom powstał pierwszy w Polsce dziecięcy oddział transplantacji szpiku kostnego, co upowszechniło w kraju taką metodę leczenia. W 1992 z jej inicjatywy utworzono Polską Pediatryczną Grupę ds. Leczenia Guzów Litych u Dzieci (pełniła rolę pierwszej przewodniczącej tej organizacji). Od 1984 do 1990 była członkiem Krajowej Komisji Kwalifikacyjnej ds. Stopni i Tytułu Naukowego, a od 1983 do 1991 pozostawała członkiem Krajowego Zespołu Specjalistycznego ds. Pediatrii i Medycyny Szkolnej. W latach 1994–1995 przewodniczyła Krajowemu Zespołowi Konsultanta Medycznego ds. Onkologii Dziecięcej. W 1995 przeszła na emeryturę.

## Osiągnięcia
Opublikowała około dwieście prac naukowych. Przez wiele lat realizowała pionierski zamiar stworzenia nowocześnie zorganizowanego ośrodka kompleksowego leczenia chorób nowotworowych u dzieci. Jego ostateczne utworzenie w Poznaniu stanowiło znaczące osiągnięcie organizacyjne, a jego wdrożenie poprawiło zdrowotność dzieci i młodzieży na terenie Wielkopolski. Wypromowała szesnastu doktorów i pełniła opiekę nad trzema habilitacjami.